# Anne Rice
Anne Rice (născută Howard Allen Frances O'Brien), (n. 4 octombrie 1941, parohia Orleans⁠(d), Louisiana, SUA – d. 11 decembrie 2021, Rancho Mirage⁠(d), California, SUA) a fost o scriitoare americană de romane și nuvele gotice și mai târziu religioase. Este cunoscută în principal pentru seria Cronicile vampirilor, care are ca teme dragostea, moartea, nemurirea, existențialismul și condiția umană. A fost căsătorită cu poetul Stan Rice până la moartea acestuia în 2002. Cărțile ei s-au vândut în aproape 100 de milioane de copii, făcând-o una dintre cele mai citite autoare din istorie.

### Traduceri în română
Seria Cronicile vampirilor:
- Interviu cu un vampir
- Regina damnaților
- Vampirul Vittorio
- Vampirul Lestat
- Povestea hoțului de trupuri
- Vampirul Armand
- Merrick
- Diavolul Memnoch

Seria Vrăjitoarele Mayfair:
- Ora Vrăjitoarelor
- Lasher, demonul întunecat
- Taltos

Seria Cântecele serafimului:
- Vremea îngerului
- Despre dragoste și răutate

Altele:
- Domnul Hristos. Plecarea din Egipt
- Mumia (roman)